# لیک‌شور (لوئیزیانا)
لیک‌شور (به انگلیسی: Lakeshore) یک منطقهٔ مسکونی در ایالات متحده آمریکا است که در پریش اوکیتا، لوئیزیانا واقع شده‌است. لیک‌شور ۱٬۹۳۰ نفر جمعیت دارد و ۲۴٫۰۸ متر بالاتر از سطح دریا واقع شده‌است.